# Histioea taperinhae
Histioea taperinhae là một loài bướm đêm thuộc phân họ Arctiinae, họ Erebidae.